# Aleksandar Trišović
Aleksandar Trišović (serb.-kyrill.: Александар Тришовић; * 25. November 1983 in Kraljevo, Jugoslawien) ist ein serbischer Fußballspieler, der mit Roter Stern Belgrad 2007 serbischer Meister wurde. Im Januar 2008 wechselte er zum ukrainischen Erstligisten Metalist Charkiw. Er gehört zum Kader der serbischen Nationalmannschaft.
In der Jugend und in der Saison 2003/04 spielte Trišović bei OFK Belgrad. Anschließend war er jeweils eine Saison bei Wolyn Luzk und Krywbas Krywyj Rih in der Ukraine, ehe er im August 2006 zu Roter Stern wechselte. Der 1,81 Meter große Trišović spielt im Mittelfeld, vorrangig auf der linken Außenbahn. Sein erstes Spiel für Serbien machte er am 16. August 2006 beim 3:1-Sieg in Tschechien, dem ersten Länderspiel der Serben überhaupt nach der Trennung von Montenegro. Bis 2007 erzielte er in fünf Länderspieleinsätzen ein Tor.